# Estelle Mærsk (schip, 2006)
De Estelle Mærsk is een containerschip van de Deense rederij Mærsk. Samen met haar 7 zusterschepen, Emma Mærsk, Eleonora Mærsk, Evelyn Mærsk, Elly Mærsk, Ebba Mærsk, Edith Mærsk en de Eugen Mærsk, was het tot november 2012 het grootste containerschip ter wereld.
Het schip heeft een vervoerscapaciteit van 11.000 tot 14.770 TEU, dat wordt door Maersk niet precies opgegeven. Een TEU is een halve normale container. Het anker weegt 29 ton, de schroef weegt 135 ton. Door de automatisering is op de Estelle Mærsk een bemanning van slechts 13 personen nodig. Door het gebruik van speciale verf en het terugwinnen van restwarmte in de motor wordt geprobeerd het schip zo zuinig mogelijk te laten varen.
Het schip werd in 2006 gebouwd op de eigen werf van de A.P. Moller-Maersk Group, de Odense Lindø in Odense.